# Ляншань
Лянша́нь (кит. упр. 梁山, пиньинь Liángshān) — уезд городского округа Цзинин провинции Шаньдун (КНР).

## История
В средние века эти места прославились благодаря тому, что именно здесь происходило действие романа «Речные заводи», однако в единую административную структуру они объединены не были.
В августе 1940 года во время войны с Японией Западно-Лусским районным комитетом компартии Китая был создан Куньшаньский практический район (昆山实验区). В январе 1941 года он был преобразован в уезд Куньшань (昆山县).
В августе 1949 года была образована провинция Пинъюань, и уезд Куньшань вошёл в её состав, будучи при этом переименованным в Ляншань. В 1952 году провинция Пинъюань была расформирована, и уезд вошёл в состав Специального района Хэцзэ (菏泽专区) провинции Шаньдун. В 1958 году Специальный район Хэцзэ был присоединён к Специальному району Цзинин (济宁专区). В июне 1959 года Специальный район Хэцзэ был восстановлен, и уезд Ляншань вновь вошёл в его состав. В марте 1967 года Специальный район Хэцзэ был переименован в Округ Хэцзэ (菏泽地区).
В 1990 году уезд Ляншань был передан в состав городского округа Цзинин.

## Административное деление
Уезд делится на 2 уличных комитета, 10 посёлков и 2 волости.